# 마카오의 행정 구역

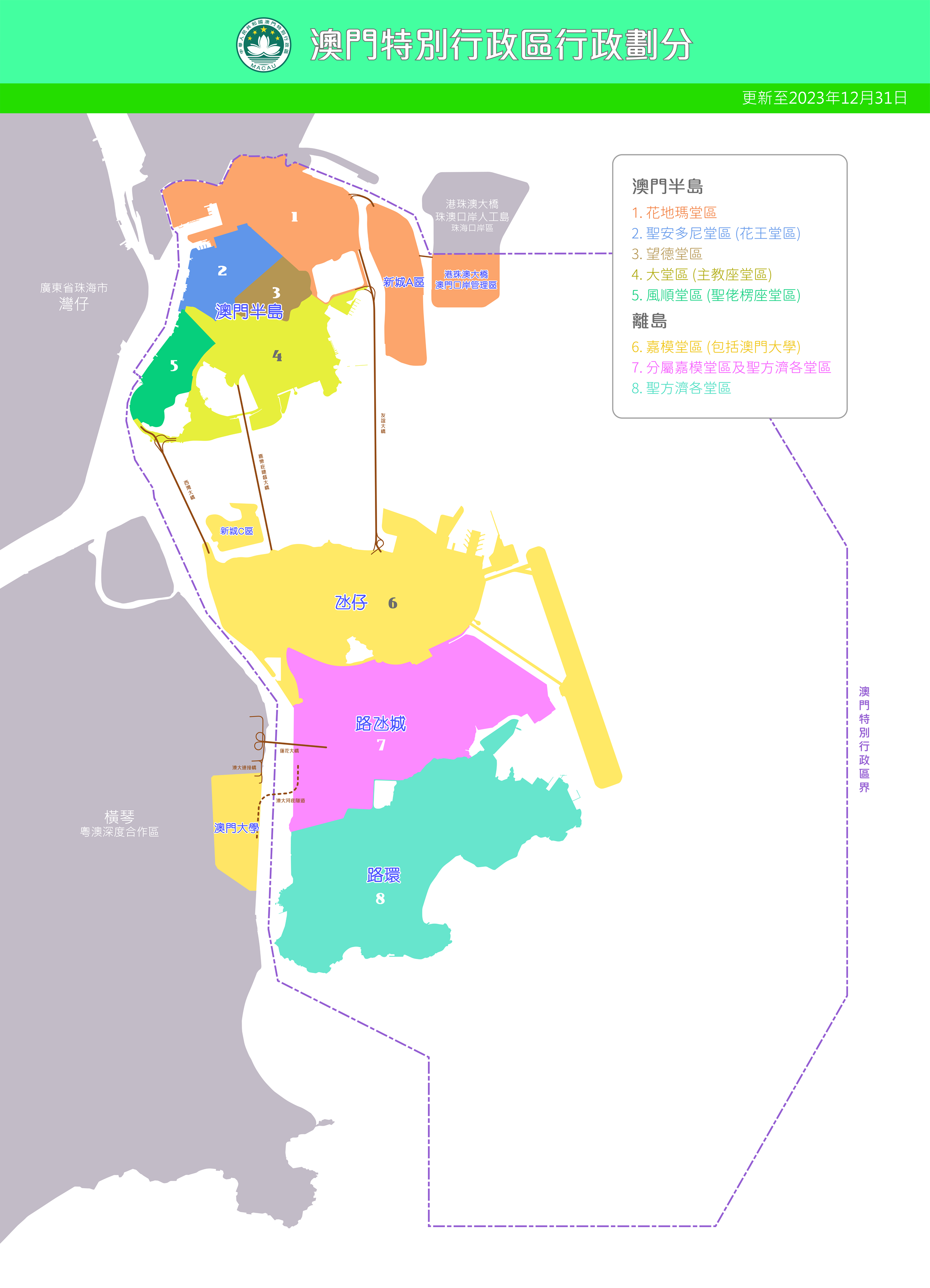
마카오의 행정 구역

마카오의 행정 구역 단위는 당구(중국어: 堂區, 포르투갈어: Freguesia 프레게지아[*])이다. 당구 이름은 각 지역을 대표하는 교회당 이름을 사용하지만 당구에 대한 법인 지위는 없다. 마카오에는 총 7개의 당구가 있는데 5개 당구는 마카오반도에, 2개 당구는 마카오 낙도에 위치한다.
- 마카오반도
  - 노사세뇨라드파티마 당구 (Freguesia de Nossa Senhora de Fátima) / 파티마 당구 / 화디마 당구 (花地瑪堂區)
  - 산투안토니우 당구 (Freguesia de Santo António) / 성안둬니 당구 (聖安多尼堂區) / 화왕 당구 (花王堂區)
  - 세 당구 (Freguesia da Sé) / 다 당구 (大堂區)
  - 상라자루 당구 (Freguesia de São Lázaro) / 왕더 당구 (望德堂區)
  - 상로렌수 당구 (Freguesia de São Lourenço) / 성라오렁쭤 당구 (聖老愣佐堂區) / 펑순 당구 (風順堂區)

- 마카오 낙도
  - 노사세뇨라두카르무 당구 (Freguesia de Nossa Senhora do Carmo) / 자무 당구 (嘉模堂區) - 타이파섬
  - 상프란시스쿠샤비에르 당구 (Freguesia de São Francisco Xavier) / 성팡지거 당구 (聖方濟各堂區) - 콜로아느섬

- 어느 당구에도 속하지 않는 지역
  - 코타이

## 과거의 행정 구역
2001년까지 마카오에는 마카오반도를 관할하는 행정 구역인 마카오시(澳門市, Concelho das Macau)와 타이파섬, 콜로아느섬을 관할하는 행정 구역인 하이다오시(海島市, Concelho das Ilhas)가 있었다.

## 같이 보기
- 마카오의 지리